# Helmar Junghans
Paul Helmar Junghans (* 19. Oktober 1931 in Geyer; † 16. Mai 2010 in Wiesenthal bei Leisnig) war ein deutscher evangelischer Theologe und Kirchenhistoriker.

## Leben und Werk
Der aus der erzgebirgischen Bergstadt Geyer gebürtige Junghans war von 1947 bis 1951 unter anderem in Bautzen und Sangerhausen Strafgefangener der SMAD. Von 1955 bis 1960 studierte er an der Karl-Marx-Universität Leipzig Theologie. Nach dem Abschluss seines Studiums wurde er 1960 Lehrvikar der Versöhnungskirchgemeinde Leipzig. Im Folgejahr wechselte er an das Predigerkolleg St. Pauli. Von 1962 bis 1969 war Junghans wissenschaftlicher Mitarbeiter an der Sektion Theologie der Leipziger Universität, anschließend wissenschaftlicher Oberassistent. Seine Ordination erfolgte 1964, in welchem Jahr er auch mit einer Arbeit zur Thematik Ockham im Lichte der Neueren Forschung zum Dr. theol. promoviert wurde. 1971 erhielt er den Lehrauftrag für Kirchengeschichte an der Universität Leipzig, wo er nach erfolgter Promotion B zur Thematik Beziehungen Martin Luthers zu Humanisten während der Anfänge seiner Entwicklungen schließlich 1982 zum außerordentlichen Professor für das Lehrgebiet berufen wurde. Erst nach der Wende wurde er 1990 Inhaber einer ordentlichen Professur, die er bis zu seiner Emeritierung 1997 innebehielt.
Junghans war ab 1963 Geschäftsführer, dann ab 1972 stellvertretender Vorsitzender und schließlich von 1982 bis 1994 Vorsitzender der Arbeitsgemeinschaft für sächsische Kirchengeschichte. Anschließend wurde ihm der Ehrenvorsitz der Arbeitsgemeinschaft übertragen. Er war unter anderem Herausgeber des Lutherjahrbuchs sowie Mitherausgeber der Herbergen der Christenheit. Jahrbuch für deutsche Kirchengeschichte und Arbeiten zur Kirchen- und Theologiegeschichte. Ab 1999 war er Leiter des Quellen und Forschungen zur Sächsischen Geschichte an der Sächsischen Akademie der Wissenschaften, in die er 1995 als ordentliches Mitglied gewählt worden war.

## Werke
- Die Reformation in Augenzeugenberichten, München 1973.
- Martin Luther und Wittenberg, München-Berlin 1996.
- Das Jahrhundert der Reformation in Sachsen, 2. Aufl., Leipzig 2005.
- Thomas-Müntzer-Ausgabe. Kritische Gesamtausgabe, Leipzig 2001–2004.
- Spätmittelalter, Luthers Reformation, Kirche in Sachsen. Ausgewählte Aufsätze, hrsg. v. Michael Beyer, Leipzig 2001.

Als Herausgeber und Ko-Autor:
- Das Jahrhundert der Reformation in Sachsen (Herausgegeben im Auftrag der Arbeitsgemeinschaft für Sächsische Kirchengeschichte anlässlich ihres 125-jährigen Bestehens). 2., erweiterte Auflage, Leipzig 2005. ISBN 9783374023110